# Curt Giles
Curtis Jon „Curt“ Giles (* 30. November 1958 in The Pas, Manitoba) ist ein ehemaliger kanadischer Eishockeyspieler, der im Verlauf seiner aktiven Karriere zwischen 1975 und 1993 unter anderem 998 Spiele für die Minnesota North Stars, New York Rangers und St. Louis Blues in der National Hockey League (NHL) auf der Position des Verteidigers bestritten hat. Seinen größten Karriereerfolg feierte Giles, der der 13. Mannschaftskapitän in der Franchise-Geschichte der Minnesota North Stars war, im Trikot der kanadischen Eishockeynationalmannschaft mit dem Gewinn der Silbermedaille bei den Olympischen Winterspielen 1992.

## Karriere
Giles begann seine Karriere als Eishockeyspieler bei den Humboldt Broncos, für die er von 1973 bis 1975 in der Saskatchewan Junior Hockey League (SJHL) aktiv war. Anschließend besuchte er vier Jahre lang die University of Minnesota Duluth, für deren Eishockeymannschaft er parallel zu seinem Studium in der Western Collegiate Hockey Association (WCHA), einer Division im Spielbetrieb der National Collegiate Athletic Association (NCAA), auflief. In diesem Zeitraum wurde er im NHL Amateur Draft 1978 in der vierten Runde als insgesamt 54. Spieler von den Minnesota North Stars aus der National Hockey League (NHL) ausgewählt.
In der Saison 1979/80 gab der Verteidiger sein Debüt für die Minnesota North Stars in der NHL, spielte parallel jedoch auch für deren Farmteam Oklahoma City Stars in der Central Hockey League (CHL). In den folgenden sechs Jahren war er einer der Führungsspieler im Franchise der Minnesota North Stars. Dort begann er auch die Saison 1986/87, ehe er im November 1986 gemeinsam mit Tony McKegney und einem Zweitrunden-Wahlrecht im NHL Entry Draft 1988 an den Ligarivalen New York Rangers abgegeben wurde. Im Gegenzug wechselten Bob Brooke und einem Viertrunden-Wahlrecht im selben Draft zu den North Stars. Fast genau ein Jahr später kehrte er kurz nach Beginn der Saison 1987/88 im Tausch für Byron Lomow und zukünftige, Gegenleistungen nach Minnesota zurück. Der Abwehrspieler bestritt noch einmal vier Spielzeiten im Trikot Minnesotas und war zwischen 1989 und 1991 Mannschaftskapitän des Teams, ehe er Anfang Oktober 1991 zunächst seinen Rücktritt vom aktiven Sport bekannt gab.
Wenig später kehrte Giles aus dem Ruhestand zurück und schloss sich dem kanadischen Eishockeyverband an, mit deren Auswahlmannschaft er sich im weiteren Verlauf der Saison 1991/92 auf die Olympischen Winterspiele 1992 im französischen Albertville vorbereitete. Im Anschluss an die Winterspiele unterzeichnete er Ende Februar 1992 als Free Agent einen Vertrag bei den St. Louis Blues aus der NHL, bei denen er im Anschluss an die Saison 1992/93 seine Karriere im Alter von 34 Jahren endgültig beendete.

### International
Für sein Heimatland Kanada nahm Giles an der Weltmeisterschaft 1982 in Finnland sowie den Olympischen Winterspielen 1992 im französischen Albertville teil. Bei der Weltmeisterschaft 1982 gewann er mit seiner Mannschaft die Bronze-, bei den Winterspielen 1992 die Silbermedaille. In insgesamt 18 Einsätzen bei internationalen Turnieren erzielte der Verteidiger ein Tor und bereitete ein weiteres vor.

## Erfolge und Auszeichnungen
| - 1978 WCHA First All-Star Team - 1978 NCAA West First All-American Team - 1979 WCHA First All-Star Team | - 1979 NCAA West First All-American Team - 1991 Aufnahme in die Minnesota-Duluth Athletic Hall of Fame - 1999 Aufnahme in die Manitoba Hockey Hall of Fame |

### International
- 1982 Bronzemedaille bei der Weltmeisterschaft
- 1992 Silbermedaille bei den Olympischen Winterspielen

## Karrierestatistik

### International
Vertrat Kanada bei:
- Weltmeisterschaft 1982
- Olympischen Winterspielen 1992

(Legende zur Spielerstatistik: Sp oder GP = absolvierte Spiele; T oder G = erzielte Tore; V oder A = erzielte Assists; Pkt oder Pts = erzielte Scorerpunkte; SM oder PIM = erhaltene Strafminuten; +/− = Plus/Minus-Bilanz; PP = erzielte Überzahltore; SH = erzielte Unterzahltore; GW = erzielte Siegtore; 1 Play-downs/Relegation; Kursiv: Statistik nicht vollständig)